# Periphery (album)
Periphery è il primo album in studio del gruppo musicale omonimo, pubblicato il 20 aprile 2010 dalla Sumerian Records.

## Descrizione
Diversi brani sono stati composti molto prima della data di uscita, ma la stessa è stata posticipata diverse volte a causa di problemi con la registrazione delle tracce vocali.
Nello stesso anno l'album è stato reso disponibile anche in versione strumentale.

## Tracce
1. Insomnia – 4:51
2. The Walk – 5:05
3. Letter Experiment – 6:50
4. Jetpacks Was Yes! – 3:56
5. Light – 5:50
6. All New Materials – 5:20
7. Buttersnips – 5:53
8. Icarus Lives! – 4:24
9. Totla Mad – 3:59
10. Ow My Feelings – 6:06
11. Zyglrox – 5:06
12. Racecar – 15:21

Tracce bonus nell'edizione giapponese
1. Captain On – 3:13
2. Ragtime Dandies – 1:12

Traccia bonus nella riedizione europea di iTunes
1. Passenger – 3:35

## Formazione
- Misha "Bulb" Mansoor – chitarra
- Alex Bois – chitarra
- Spencer Sotelo – voce
- Tom Murphy – basso
- Matt Halpern – batteria
- Jake Bowen – chitarra

## Classifiche
| Classifica (2010)         | Posizione massima |
| ------------------------- | ----------------- |
| Stati Uniti               | 128               |
| Stati Uniti (hard rock)   | 12                |
| Stati Uniti (heatseekers) | 1                 |
| Stati Uniti (independent) | 18                |
| Stati Uniti (rock)        | 39                |
| Stati Uniti (tastemaker)  | 5                 |